# Придворна ювілейна медаль (Австро-Угорщина)
Придворна ювілейна медаль (нім. Jubiläums Hof Medaille або нім. Jubiläums-Medaille des k.u.k. Hofes) ― австро-угорська нагорода, заснована 21 жовтня 1898 р. імператором Францом Йосифом І.

## Історія
Придворна ювілейна медаль була заснована 21 жовтня 1898 року з нагоди 50-ї річниці вступу на престол імператора Франца Йосифа. Нею нагороджувалися службовці імператорського двору. Нагорода мала три ступені:
- Золота придворна ювілейна медаль (нім. Goldene Jubiläumshofmedaille):

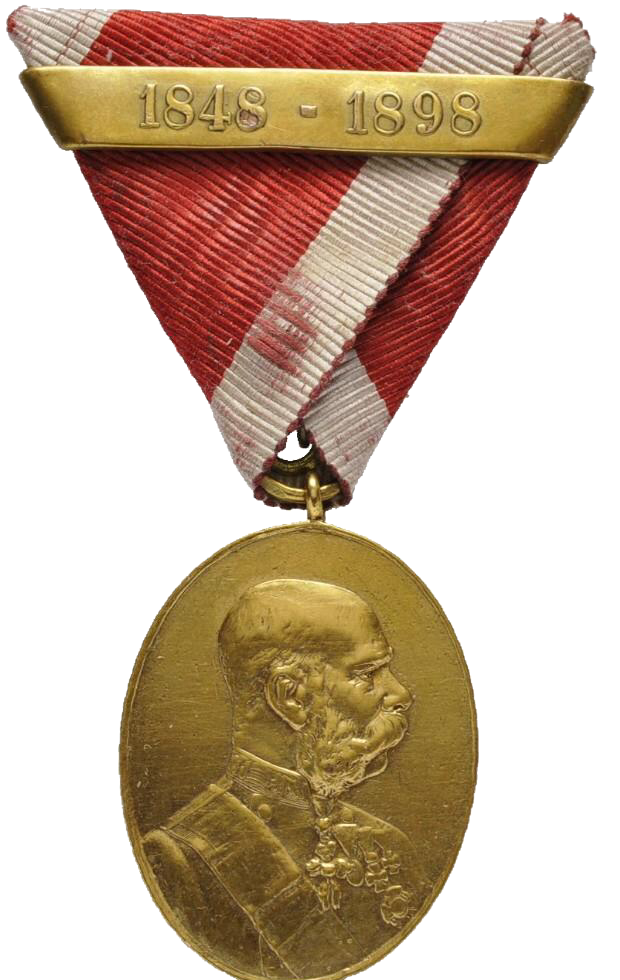
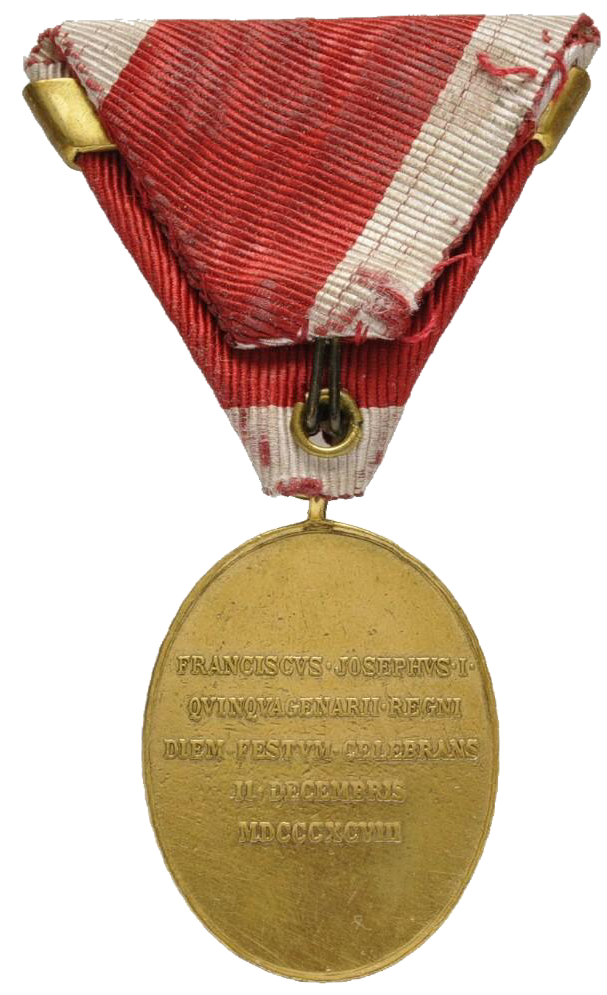

Золотих медалей було видано всього кілька десятків. 
- Срібна придворна ювілейна медаль (нім. Silberne Jubiläumshofmedaille):

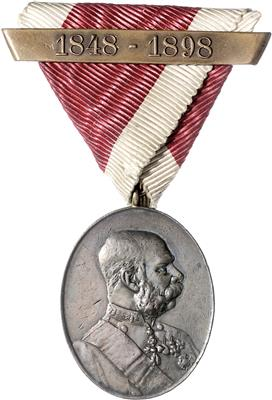
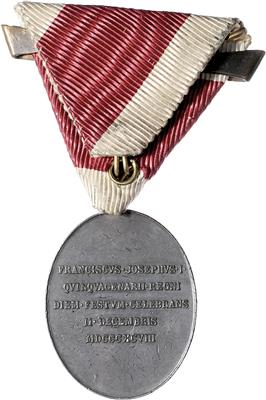

Срібними медалями нагороджувалися капітани охоронців, генеральному інтендантові придворного театру, офіцерам, придворним духовним особам, членам придворної капели, диригентам придворних балів. Срібних медалей було виготовлено 1600 штук, з них було видано 1302 штуки. 
- Бронзова придворна ювілейна медаль (нім. Bronzene Jubiläumshofmedaille):

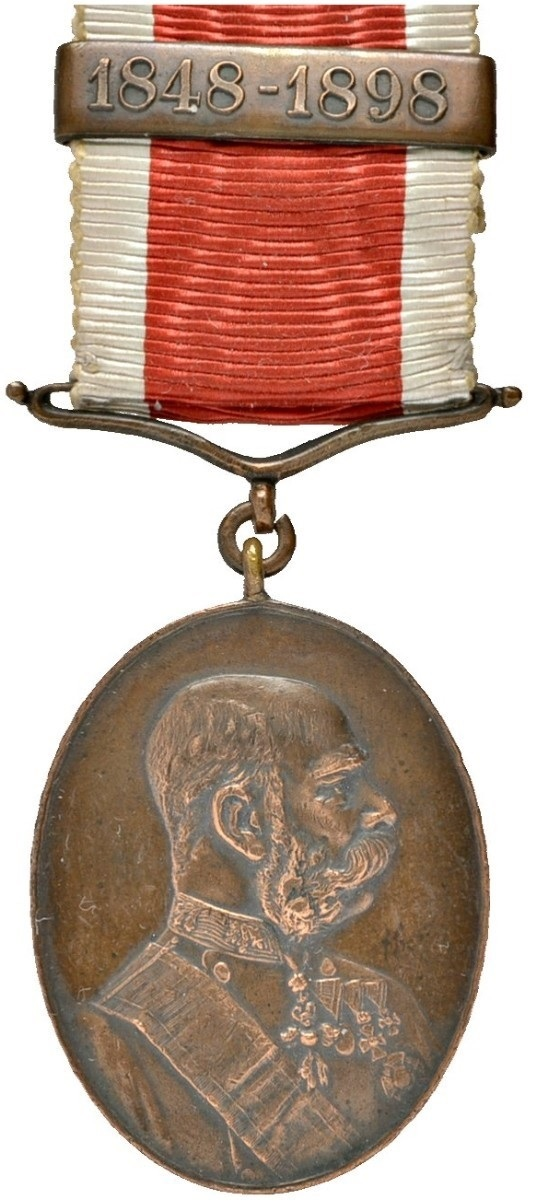
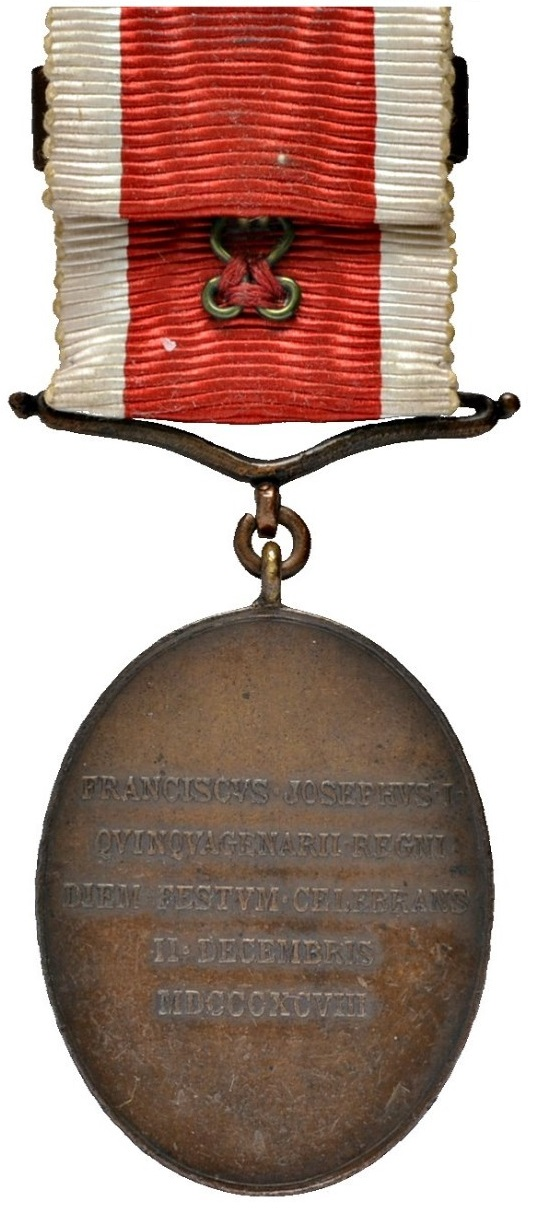

Бронзовими нагороджувалися ті, які за статусом не підлягали нагороджені золотою або срібною медаллю. Всього бронзових медалей виготовлено 5500 штук (зустрічаються варіанти як з темної бронзи, так і світлою), з них видано 4185 штук. 
Жіночі медалі були випущені тільки в бронзі і меншого розміру — 26×20 мм, загальною кількістю 200 штук. Видано тільки 62 медалі. 

## Опис медалі
На лицьовій стороні овальної медалі був профіль імператора Франца Йосифа, повернутий праворуч в фельдмаршальській формі, на якій —  Орден Золотого Руна, Зірка військового ордену Марії Терезії та ще три нагороди. На реверсі латинський напис у п’ять рядків «лат. FRANCISCVS JOSEPHVS QVINQVANGENARII REGNI DIEM FESTVM CELEBRANS 11 DECEMBRIS MDCCCCXCVIII» (укр. У день святкування 50-ї річниці правління Франца Йосипа 11 грудня 1898 р.) та відмітка виробника медалі «JC» (J. Christelbauer).  Медалістом був Генріх Яунер (1833–1912). На стрічці медалі була прямокутна планка товщиною 8 мм із датами «1848–1898», планка на «цивільних» стрічках була вужча і відрізнялася за формою від військових. Матеріал планки відповідав матеріалу самої медалі.
Цивільні особи носили медаль на прямокутній стрічці червоного кольору з білими краями, а військові — на трикутній. Жінки носили медаль на стрічці зав'язаній на бант.